# Черногория на летних Олимпийских играх 2012
Черногория на летних Олимпийских играх 2012 была представлена в семи видах спорта.

## Медалисты

### Серебро
| Серебро | |                         |
| №       | Спортсмены | Вид спорта (дисциплина) |
| 1       | Соня Барьяктарович, Анджела Булатович, Катарина Булатович, Марина Вукчевич, Ана Джокич, Мария Йованович, Милена Кнежевич, Сузана Лазович, Майда Мехмедович, Радмила Милянич, Бояна Попович, Йованка Радичевич, Ана Радович, Майя Савич | Гандбол (женщины)       |

## Результаты соревнований

### Бокс
Мужчины
| Соревнование    | Спортсмены                | 1-й раунд            | 2-й раунд            | Четвертьфинал        | Полуфинал            | Финал              |
| Соревнование    | Спортсмены                | Соперник Результат   | Соперник Результат   | Соперник Результат   | Соперник Результат   | Соперник Результат |
| --------------- | ------------------------- | -------------------- | -------------------- | -------------------- | -------------------- | ------------------ |
| до 81 кг        |                           |                      |                      |                      |                      |                    |
| Бошко Драшкович | Осмар Браво (NCA) П 11-16 | Завершил выступление | Завершил выступление | Завершил выступление | Завершил выступление |                    |

### Водное поло
Мужчины
На Игры квалифицировалась мужская сборная Черногории в составе 13 человек.

### Гандбол
Женщины
На Игры квалифицировалась женская сборная Черногории в составе 14 человек.

### Дзюдо
Мужчины
| Соревнование | Спортсмен       | Предварительный раунд | 1/32               | 1/16               | Четвертьфиналы     | Полуфиналы         | Финал              | Первый утешительный раунд | Утешительный четвертьфинал | Утешительный полуфинал | За 3 место Финал   |
| Соревнование | Спортсмен       | Соперник Результат    | Соперник Результат | Соперник Результат | Соперник Результат | Соперник Результат | Соперник Результат | Соперник Результат        | Соперник Результат         | Соперник Результат     | Соперник Результат |
| ------------ | --------------- | --------------------- | ------------------ | ------------------ | ------------------ | ------------------ | ------------------ | ------------------------- | -------------------------- | ---------------------- | ------------------ |
| до 81 кг     | Срдан Мрвалевич |                       |                    |                    |                    |                    |                    |                           |                            |                        |                    |

### Лёгкая атлетика
Спортсменов —
Мужчины
| Дисциплина    | Спортсмен       | Предварительный раунд | Предварительный раунд | Четвертьфиналы | Четвертьфиналы | Полуфиналы | Полуфиналы | Финал     | Финал |
| Дисциплина    | Спортсмен       | Результат             | Место                 | Результат      | Место          | Результат  | Место      | Результат | Место |
| ------------- | --------------- | --------------------- | --------------------- | -------------- | -------------- | ---------- | ---------- | --------- | ----- |
| метание диска | Даниэль Фуртула |                       |                       |                |                |            |            |           |       |

Женщины
| Дисциплина | Спортсменка        | Предварительный раунд | Предварительный раунд | Четвертьфиналы | Четвертьфиналы | Полуфиналы | Полуфиналы | Финал     | Финал |
| Дисциплина | Спортсменка        | Результат             | Место                 | Результат      | Место          | Результат  | Место      | Результат | Место |
| ---------- | ------------------ | --------------------- | --------------------- | -------------- | -------------- | ---------- | ---------- | --------- | ----- |
| марафон    | Сладжана Перунович |                       |                       |                |                |            |            |           |       |

### Парусный спорт
Мужчины
| Класс | Спортсмен     | Гонка | Гонка | Гонка | Гонка | Гонка | Гонка | Гонка | Гонка | Гонка | Гонка | Гонка | Очки | Место |
| Класс | Спортсмен     | 1     | 2     | 3     | 4     | 5     | 6     | 7     | 8     | 9     | 10    | M     | Очки | Место |
| ----- | ------------- | ----- | ----- | ----- | ----- | ----- | ----- | ----- | ----- | ----- | ----- | ----- | ---- | ----- |
| Лазер | Миливой Дукич |       |       |       |       |       |       |       |       |       |       |       |      |       |

### Стрельба
Мужчины
| Соревнование        | Спортсмен        | Квалификация | Квалификация | Финал | Всего     | Всего |
| Соревнование        | Спортсмен        | Результат    | Место        | Финал | Результат | Место |
| ------------------- | ---------------- | ------------ | ------------ | ----- | --------- | ----- |
| Пистолет, 50 метров | Никола Шаранович |              |              |       |           |       |